# باک کان
باک کان (به لاتین: Bắc Kạn) یک شهر در ویتنام است که در استان باک کان واقع شده‌است.

## خصوصیات
باک کان ۱۳۱٫۹۵ کیلومترمربع مساحت و ۲۹٬۲۲۷ نفر جمعیت دارد.